# 小林豊 (小林製薬)
小林 豊（こばやし ゆたか、1945年5月28日 - 2019年12月26日）は、日本の経営者。小林製薬社長を務めた。兵庫県出身。

## 来歴・人物
1968年に甲南大学文学部を卒業し、同年に小林製薬に入社した。1976年に取締役に就任し、1982年に常務、1985年に専務、1992年に副社長を経て、2004年に社長に就任。2013年6月に副会長に就任。
2019年12月26日肺癌のために死去。74歳没。

## テレビ番組
- 日経スペシャル カンブリア宮殿 「消費者のココロを掴め！ ～世にない商品・売れる名前の発想法～」（2007年6月4日、テレビ東京）- 小林製薬 代表取締役社長として出演[4]。